# Hedria mixta
Hedria mixta (лат.) — вид двукрылых из семейства тенниц, принадлежщий к монотипическому роду Hedria. Ближайший родственный род Knutsonia.

## Внешнее строение
Небольшие мухи желтовато-коричневого цвета. Длина тела самцов 6—6,5 мм, самок 7—8 мм. На орбитах по две щетинки. Глазковых щетинок нет. На плеврах груди имеются несколько мелких волосков. На щитке одна пара щетинок. Ариста белая. Задние тазики без волосков. Крылья желтоватые с коричневыми пятнами. Закрыловые чешуйки и жужжальца жёлтые. Задняя поперечная жилка, соединяющая диско-медиальную ячейку с кубитальной жилкой, S-образно изогнута.
Яйца серо-коричневые, удлиненно-яйцевидные, длиной 1,28-1,44 мм, максимальной шириной 0,5-0,6 мм.
Личинка первой стадии длиной 1,55-5,2 мм. Тело полупрозрачное белой до серой окраски, покрыто многочисленными чешуйчатыми шипиками. Личинка второй стадии длиной 5,5-9,5 мм, серая или светло-коричневая. Личинка третьей стадии длиной 10,0-14,5 мм. Верхняя сторона и бока тела коричневые или почти черные, низ тела несколько более светлый.
Пупарий длиной 5,8-7,0 мм.

## Биология
Встречаются на осоковых болотах и заболоченных хвощёвых лугах. Личинки обитают в водоёмах, активно разыскивают и поедают пресноводных моллюсков. Для развития одной личинки необходимо от 10 до 35 улиток. В год развивается одно поколение. Самки откладывают яйца в середине лета, которые вылупляются только следующей весной.

## Распространение
Вид встречается в США и Канаде от Аляски на севере до штатов Монтана и Мичиган на юго-востоке.